# عنکبوت‌های پوسته‌دوست
پوسته‌دوست (Senoculidae) نام خانواده‌ای از عنکبوتها است.
این خانواده یک سرده و ۳۱ گونه را دربر می‌گیرد.